# Moczyły
Moczyły [mɔˈt͡ʂɨwɨ] (tiếng Đức: Schillersdorf) là một ngôi làng thuộc khu hành chính của Gmina Kołbaskowo, thuộc Hạt cảnh sát, West Pomeranian Voivodeship, ở phía tây bắc Ba Lan, gần biên giới Đức. Nó nằm khoảng 25 kilômét (16 mi) phía nam của Cảnh sát và 13 km (8 mi) về phía tây nam của thủ đô khu vực Szczecin.
Trước năm 1945, khu vực này là một phần của Đức. Đối với lịch sử của khu vực, xem Lịch sử của Pomerania.